# Koperniki (gromada)
Koperniki (do 30 XII 1961 Siestrzechowice) – dawna gromada, czyli najmniejsza jednostka podziału terytorialnego Polskiej Rzeczypospolitej Ludowej w latach 1954–1972.
Gromady, z gromadzkimi radami narodowymi (GRN) jako organami władzy najniższego stopnia na wsi, funkcjonowały od reformy reorganizującej administrację wiejską przeprowadzonej jesienią 1954 do momentu ich zniesienia z dniem 1 stycznia 1973, tym samym wypierając organizację gminną w latach 1954–1972.
Gromadę Koperniki z siedzibą GRN w Kopernikach utworzono 31 grudnia 1961 w powiecie nyskim w woj. opolskim, przenosząc siedzibę GRN gromady Siestrzechowice z Siestrzechowic do Koperników i zmieniając nazwę jednostki na gromada Koperniki.
28 lutego 1962 do gromady Koperniki włączono wieś Nadziejów z gromady Burgrabice w tymże powiecie. 
Gromada przetrwała do końca 1972 roku, czyli do kolejnej reformy gminnej.